# Volonter
Volonter je človek, ki neko delo opravlja po svoji želji in brez običajnega plačila. V deželah pod vplivom nemškega pravnega reda se izraz uporablja za neplačano pripravništvo v nekaterih poklicih, na primer zdravniškem, novinarske ali učiteljskem. Od prostovoljstva se volonterstvo razlikuje po motivaciji in strokovnem pravnem statusu. Volonter je za neplačano delo zainteresiran predvsem ali tudi zaradi kasnejše poklicne kariere, ki jo doseže z neplačanim pripravništvom. 
Neplačano pripravništvo - volonterstvo je lahko zahtevano s pravili usposabljanja (obvezno pripravništvo), ali pa so vanj prisiljene osebe, ki se želijo zaposliti na določeni ustanovi, na kateri je število plačanih delovnih mest omejeno. Delo volonterja mora biti kljub temu pravno urejeno; glede delovnih pooblastil, dostopa do dela - delovnega mesta in podobno.